# Embelia vestita
Embelia vestita är en viveväxtart som beskrevs av William Roxburgh. Embelia vestita ingår i släktet Embelia och familjen viveväxter. Inga underarter finns listade i Catalogue of Life.